# 480-talet f.Kr.

## Händelser
- Efter den grekiska segern över perserna vid Marathon år 490 f.Kr. fortsätter kriget. Stämningen är hatisk och den atenske politikern Hipparchos blir till och med landsförvisad 488 f.Kr., eftersom han förespråkar samförstånd med perserna. Det utbryter till och med strider mellan greker (mellan ön Egina och Aten) året därpå, då vissa ställer sig på persernas sida. I samband med detta krig gör även Egypten uppror mot det persiska styret (486-484 f.Kr.), men det slås ner av den nyblivne persiske kungen Xerxes I, som efterträder sin far Dareios I vid denna tid. Kriget mot grekerna är dock inte slut och 483 f.Kr. börjar båda sidorna förbereda sig på nya stridigheter, genom att Xerxes planerar ett nytt fälttåg till Grekland och atenarna börjar rusta upp sin flotta. Två år senare sammankallas till en kongress i Korinth, där ett antal grekiska stadsstater går samman. Man lägger de inre stridigheterna (mellan Egina och Aten) åt sidan och börjar istället organisera det gemensamma försvaret mot perserna, som kraftig förbereder en invasion av Grekland. Följande år kommer den persiska invasionen och den 11 augusti besegras 1.000 greker (300 spartaner och 700 boetier under den spartanske kungen Leonidas I:s befäl) av 200.000 perser under Xerxes i det klassiska slaget vid Thermopyle och några dagar senare även till sjöss vid Artemision. Sedan perserna den 21 september har plundrat Aten lyckas dock grekerna besegra dem till sjöss i det likaledes klassiska slaget vid Salamis en vecka senare. Detta leder dock till att perserna tvingas skjuta upp sin landoffensiv ett år, något som visar sig ödesdigert, då grekerna därmed får en möjlighet att göra enad front mot dem.
- År 487 f.Kr. blir det atenska arkontskapet valbart och tre av de nio arkonterna, monarken (basileios), den militäre befälhavaren (polemark) och högste magistraten (arkont eponymos) får särskilda funktioner.
- År 481 f.Kr. tar den period i Kinas historia, som kallas Vår- och höstperioden, slut. Den efterföljs av De stridande staternas tid, som kommer att vara i 260 år (till 221 f.Kr.).

## Födda
- 484 f.Kr. – Herodotos, grekisk historiker.
- 481 f.Kr. – Protagoras, grekisk filosof.
- 480 f.Kr. – Euripides, grekisk pjäsförfattare.

## Avlidna
- 486 eller 485 f.Kr. – Dareios I, kung av Persiska riket.
- 483 f.Kr. – Siddhartha Gautama, indisk prins, grundare av världsreligionen buddhism.
- 480 f.Kr. – Leonidas I, spartansk kung (stupad).